# Calymmodon fragilis
Calymmodon fragilis är en stensöteväxtart som beskrevs av Edwin Bingham Copeland. Calymmodon fragilis ingår i släktet Calymmodon och familjen Polypodiaceae. Inga underarter finns listade.